# Isabella (filme)
Isabella (chinês tradicional: 伊莎貝拉, chinês simplificado: 伊莎贝拉, pinyin: yī shā bèi lā, yale cantonês:Yi Sa Bui Lai) é um filme honconguês do género drama, realizado, escrito e produzido por Pang Ho-cheung, e protagonizado por Isabella Leong, Chapman To e Anthony Wong. Estreou-se em Hong Kong a 6 de abril de 2006, e foi exibido no Festival de Berlim, onde ganhou o Urso de Prata de melhor banda sonora. O filme foi ambientado em Macau, e o tema musical foi Ó Gente da Minha Terra do álbum Fado em Mim, da intérprete portuguesa Mariza.

## Elenco
- Isabella Leong
- Chapman To
- Anthony Wong Chau-sang
- Josie Ho
- Jim Chim
- Steven Cheung
- Shawn Yue
- Wan Yeung-ming

## Reconhecimentos
- Urso de Prata de melhor banda sonora – Festival de Berlim 2006
- Urso de Ouro – Festival de Berlim 2006 (nomeado)
- Melhor banda sonora original - Festival de Cinema de Hong Kong 2007 (nomeado)